# 丽莎城堡

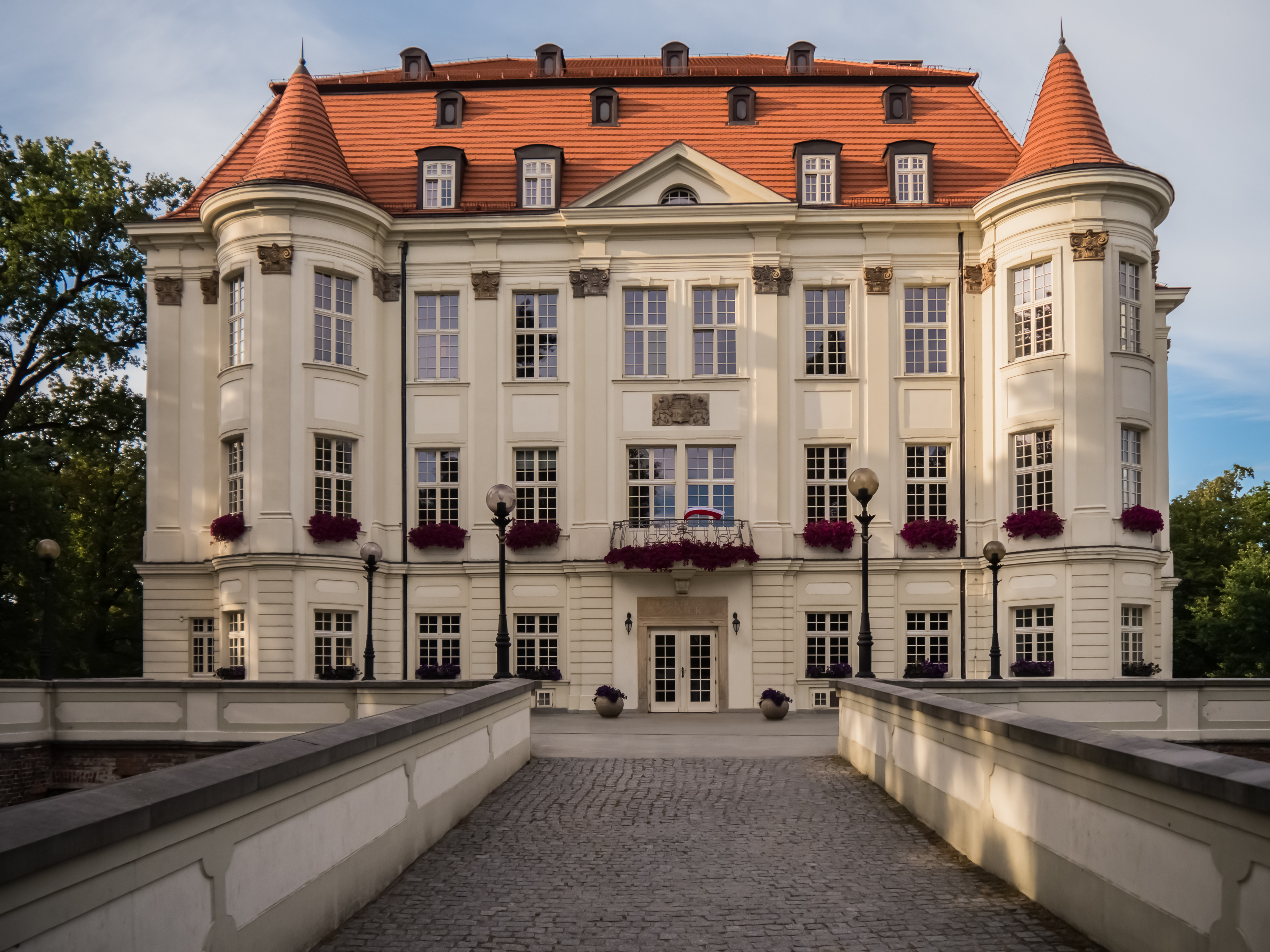
丽莎城堡

丽莎城堡（德语：Schloss Lissa）或萊希尼察城堡（波兰语：Zamek w Leśnicy）是一座防御城堡和原皇室住宅，位于弗罗茨瓦夫（旧称布雷斯劳）的萊希尼察，建于1132年，此后多次遭到破坏和重建。弗罗茨瓦夫公国并入捷克后，城堡在1339-1945年间成为弗罗茨瓦夫富裕家庭的住所。在第二次世界大战期间，它没有被摧毁。1953年火灾之后，重建为一座文化馆，未能保留内部装饰和设备。目前这里设有“城堡”文化中心。

## 历史

### 皮亚斯特时期
这座城堡可能建于1132年，当时是一座小城堡，用来保护比斯特尔齐亚河的渡口。1201年12月7日至8日夜间，弗罗茨瓦夫公爵波列斯瓦夫一世在这里去世。根据公爵的遗嘱，将卢比亚兹修道院移交给熙笃会。他的儿子亨里克一世，出于在弗罗茨瓦夫和萊希尼察之间频繁旅行时拥有住所的需要，离开了城堡，作为对村庄巴托索瓦的补偿。1271年提到的砖砌城堡是由波列斯瓦夫一世或亨里克一世建造的。弗罗茨瓦夫最后一任公爵亨利六世去世后，这座城堡连同整个公国成为捷克王国的一部分。

### 捷克时期
1339年，捷克国王约翰一世以300布拉格便士的价格，将萊希尼察（当时是一座独立城市）连同城堡一起，出售给了弗罗茨瓦夫贵族吉斯科·德雷斯特，城堡成为富商住宅。在1339年到1412年之间，换了几次主人。它最初属于冯·西滕兄弟（威尔赫斯和约翰内斯）所有，1348年归属彼得·里格尔，再归属奥托·冯·德内塞，1377-1399年归属尼古拉斯·克列滕多夫。1348年查理四世在此度过一年时间。1412年，这座城堡由弗罗茨瓦夫贵族迈克拉·班克买下。1420年，他得到皇室同意，新开挖一条护城河，周围是由两栋房屋和一座塔楼组成的砌石防御结构。1428年被胡斯派军队摧毁，1459年，弗罗茨瓦夫城的居民因为害怕城堡被胡斯派国王波杰布拉德的伊日占领，将其焚烧。1494年，这座城堡成为冯·霍尼格家族的财产，直到1651年。1526年，拉约什二世去世后，捷克被哈布斯堡家族统治。

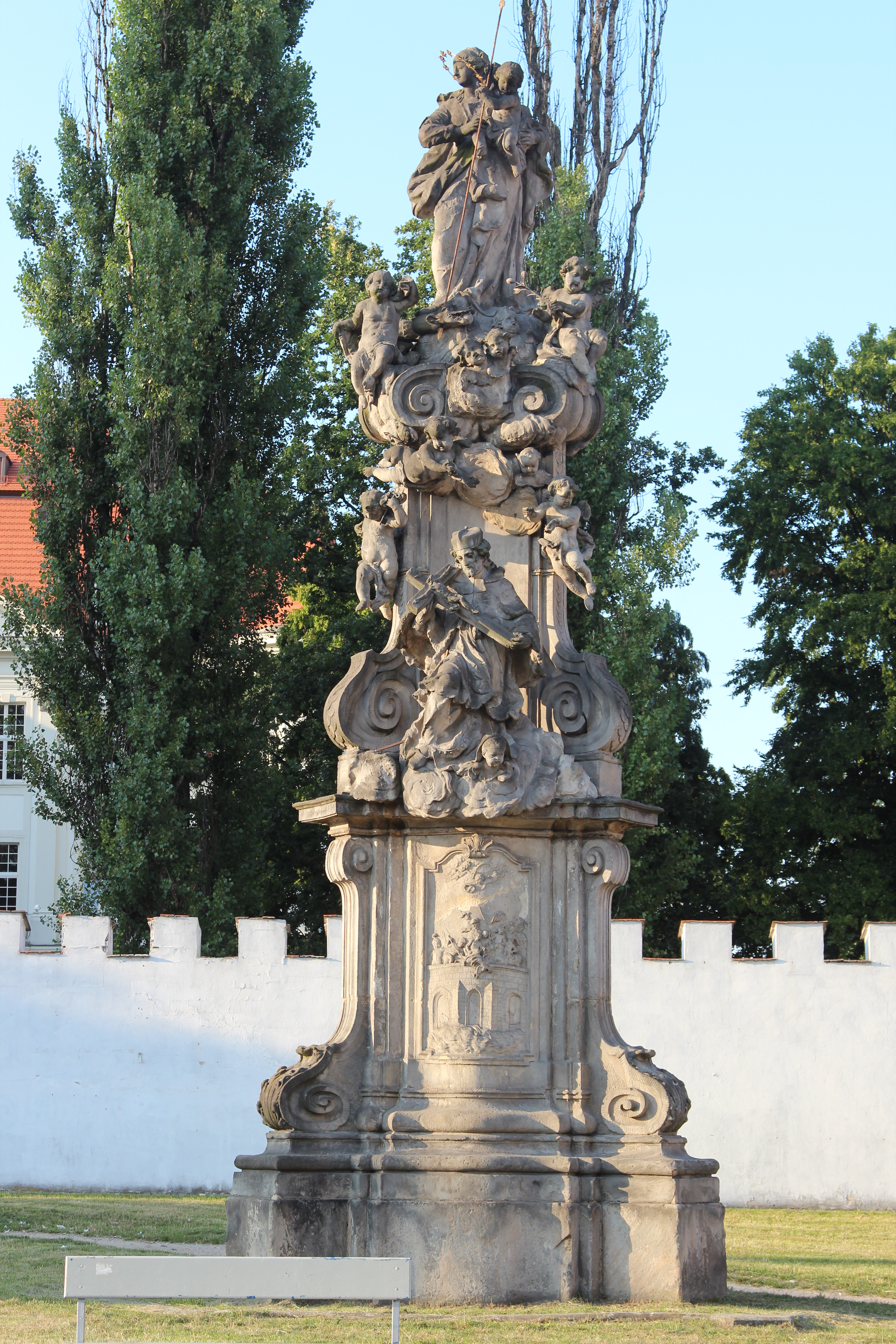
圣母和臬玻穆的若望雕像

### 哈布斯堡时期
1563年，这座城堡被马克西米利安二世占据。1610年，海因里希·冯·霍尼格（Heinrich von Hörnig）在前一座城堡的原址上，建造了一座奢华的新住宅。1611年，波西米亚国王马蒂亚斯（自1612年起成为神圣罗马皇帝）前来拜访。1633年，该城堡三十年战争的军事活动摧毁。直到1641年，这座城堡一直由冯·霍尼格家族控制。1651年，西里西亚商会主席霍拉提乌斯·冯·福诺（Horatius von Forno，与城堡幽灵传说有关）用1.5万塔勒买下了这座城堡，并一直是这个家族的财产（18世纪初短暂中断），直到1733年。1735年至1740年，红星十字军骑士（Zakon Krzyżowców z Czerwoną Gwiazdą）买下了这座城堡。在建筑师克里斯托夫·哈克纳（Christoph Hackner）的指导下，以巴洛克风格重建（现有的两翼合并为一个主体，立面统一起来），保留了室内原有的特征。在前往希隆斯克地区希罗达的路上（目前为圣约翰（Świętojański）广场），竖立一尊圣母和臬玻穆的若望的雕像。第一次西里西亚战争后，西里西亚大部分地区成为普鲁士王国的一部分。

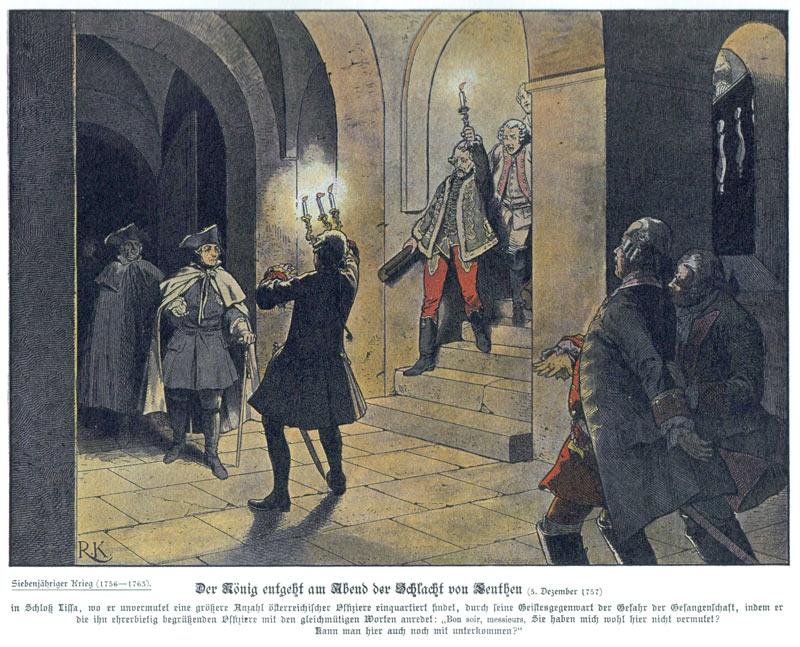
腓特烈二世在洛伊滕会战结束后来到丽莎城堡

### 普鲁士和德意志帝国时期
1742年，城堡卖给了费迪南德·冯·穆德拉赫男爵，1752年至1757年，他以洛可可风格重建。这项重建的建筑师是约翰·默克，石匠布雷斯劳的汉斯·格奥尔格·奥思和波茨坦的海因里希·加莱姆、雕刻师埃比什、泥塑师克里斯蒂安·亚当·科赫、布雷斯劳的雕塑家阿尔布雷希特·西格维茨参与了这项工程。1757年12月5日，洛伊滕会战结束后，普鲁士国王腓特烈二世出其不意地俘虏了驻扎在宫殿里的奥地利军官（目前尚不清楚这一事件是否真的发生了，但在宣布之后，它成为了当地传统的一部分），在城堡里过夜。阿道夫·冯·门采尔的画作描绘了这个夜晚的一幕。战斗前，奥地利陆军元帅洛林的卡尔·亚历山大驻扎在城堡里。1761年，这座城堡成为冯·马尔赞家族的财产。拿破仑战争期间，城堡里驻扎着法国和巴伐利亚军队（1806-1807年）、威斯特法伦国王热罗姆·波拿巴（1808年）、元帅米歇尔·内伊（1813年）。1836年，卡尔·冯·怀利希和洛图姆以12.5万美元的价格从马尔赞家族手中买下了这座城堡和庄园。他委托彼得·约瑟夫·勒内重新设计花园。1837年，这座城堡成为了冯·怀利希和洛图姆家族产业的一部分，家族产业还包括萊希尼察、拉蒂尼亚和韦特的庄园。1841年，该产业由卡尔·冯·怀利希和洛图姆的儿子赫尔曼·弗里德里希（荷兰议员）继承。后来，这座城堡归赫尔曼的儿子莫里茨（1849-1876）和威廉（1876-1907）所有。这座城堡由威廉的第三个女儿维克托利亚·冯·怀利希和洛图姆（于1933年去世）继承，她的丈夫卢道夫·冯·怀利希和洛图姆（城堡的最后一位主人）于1944年3月20日在吕根内克拉德去世，没有留下任何继承人。

### 波兰人民共和国时期
第二次世界大战后，德国人被驱逐出西里西亚。这座城堡于1945年至1953年被废弃，1953年城堡失火被烧，1958年得到保护，1959年至1965年期间，为满足文化馆的需要，进行了重建和改造工程，火灾后剩余的设备和室内设计被毁。1962年，这座城堡被列入纪念碑名录，1974年后，对地窖进行了翻修和改造。

### 当代
1995年翻新了立面。目前，这座城堡内设有城堡文化中心，这是弗罗茨瓦夫市的一个文化机构。

## 建筑
这座城堡是一座三层、两翼砖砌建筑。周围有一条护城河，护城河上有堡垒防御工事，形成一个平台，设有铳眼。地下室有1271年的城堡遗迹。

## 轶事
传说西里西亚总督霍勒斯·冯·福诺伯爵（Horatius von Forno）的灵魂在城堡里忏悔，他在1663年下令屠杀50名新教徒，他们是斯塔博维兹的农民，带着妻子和孩子，他们不愿意改宗天主教，抗议新教教堂被拆，在一个公墓中避难，在那里他们遭到射杀，尸体被扔进水中。1654年，霍勒斯·冯·福尔诺去世后，市议会允许在沙地圣母堂举行葬礼，但选择在夜间进行，没有唱诗仪式。